# كونغسبيرج جروب
كونغسبيرج جروب هي شركة نرويجية متعددة الجنسيات، تقوم بتوريد أنظمة عالية التقنية للعملاء في الصناعات البحرية التجارية والدفاع والفضاء والنفط والغاز البحري والصناعات المتجددة والمرافق .
في عام 2018، بلغت إيرادات شركة كونغسبرغ 14.381 مليار كرونة نرويجية، وبلغ عدد موظفيها 6842 موظفًا في أكثر من 25 دولة. ويقع المقر الرئيسي للشركة في كونغسبرغ .
وهي تتألف من أربعة مجالات عمل لها:
- كونغسبرغ البحرية
- كونغسبيرج للدفاع والفضاء
- اكتشاف كونغسبيرج
- كونغسبيرج الرقمية

كونغسبيرغ هو استمرار لمصنع أسلحة كونغسبرغ (Kongsberg Våpenfabrikk - KV) (1814-1987). بعد إعادة هيكلة شركة كيفي في عام 1987 عقب فضيحة توشيبا-كونغسبيرغ استمرت الأنشطة الدفاعية باسم شركة نورسك فورسفارتسكونولوجي (NFT). في عام 1995 غيرت الشركة اسمها إلى كونغسبيرغ جروكن.
أُدرجت شركة كونغسبيرغ في بورصة أوسلو عام ١٩٩٣، وهي شركة مساهمة عامة . وزارة التجارة والصناعة والثروة السمكية النرويجية هي أكبر مساهم فيها بنسبة ٥٠.٠٠١٪. 
تشكل الأسواق خارج النرويج جزءًا متزايد الأهمية من الأعمال التجارية، حيث مثلت ما يقرب من 80% من الإيرادات في عام 2015.

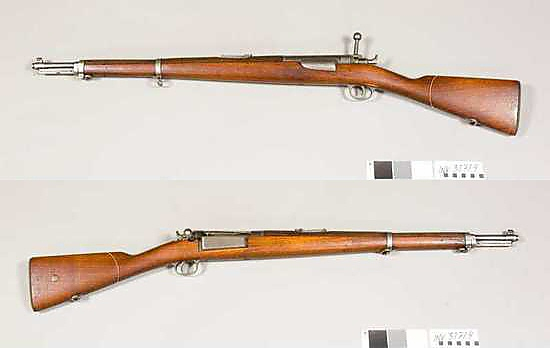
كاربين دنماركي M.1889

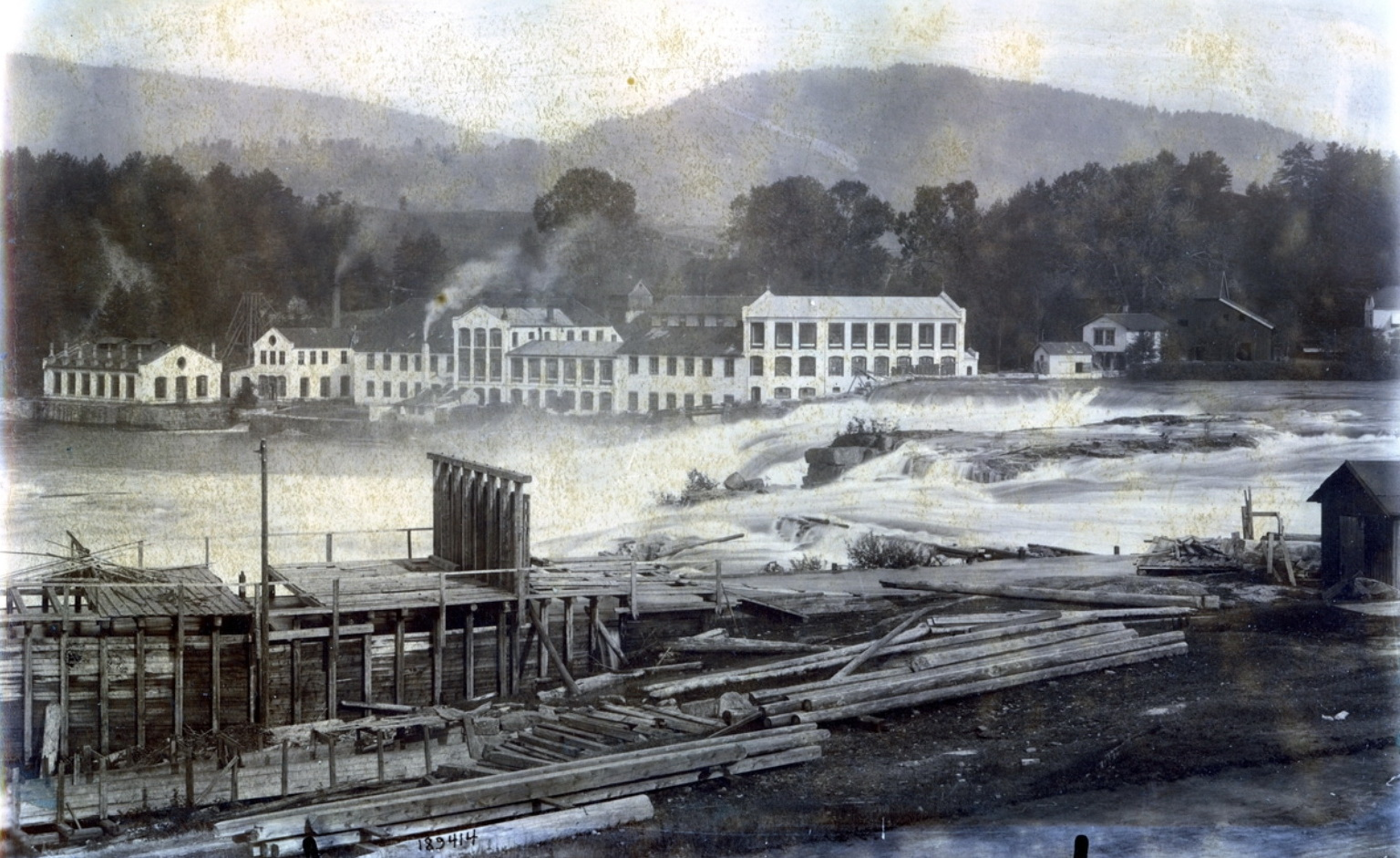
كونجسبيرج فابنفابريك، بعدسة جولز ديفيد عام 1899

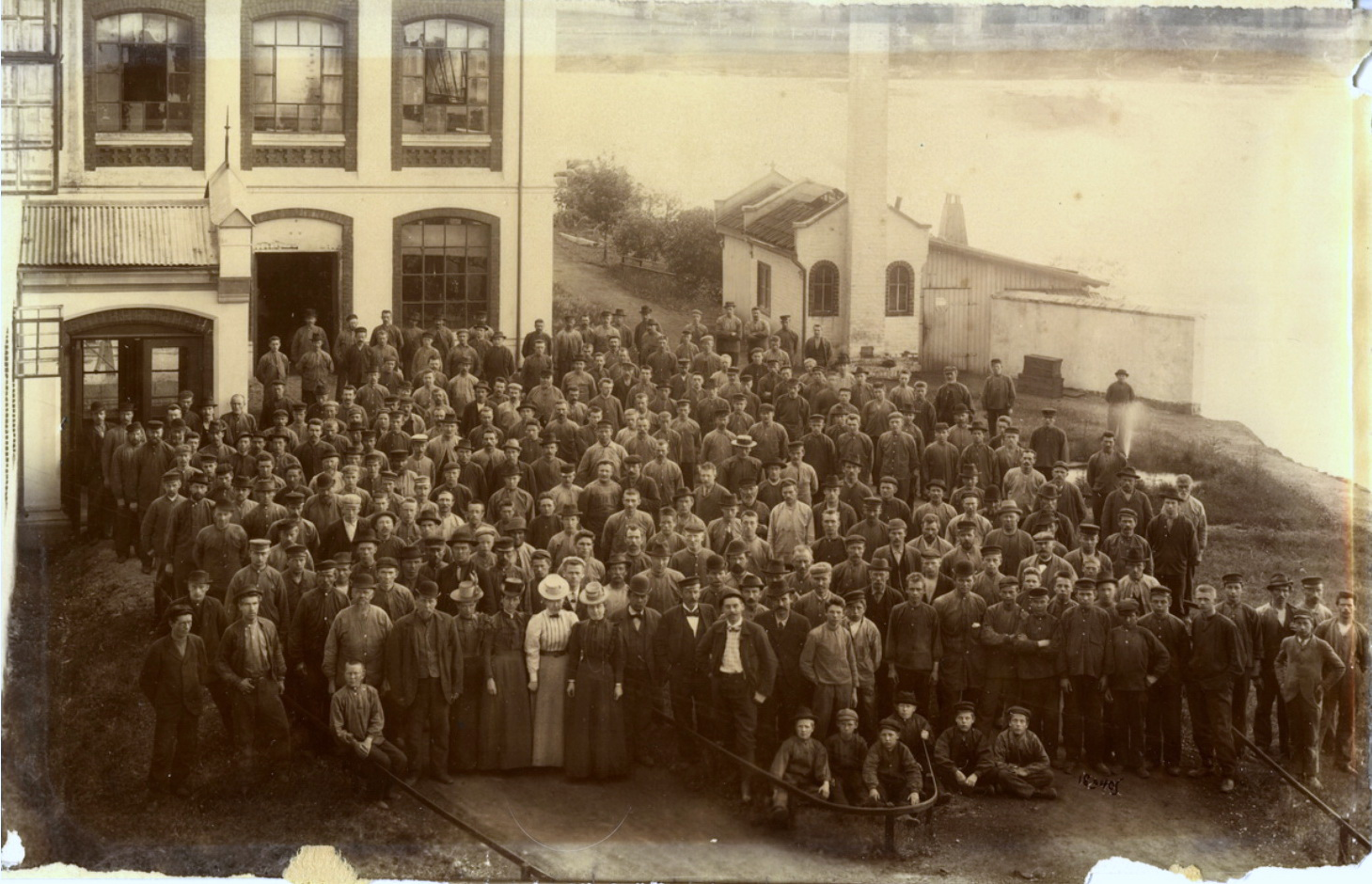
صورة جماعية للموظفين التقطها جولز ديفيد، 1899

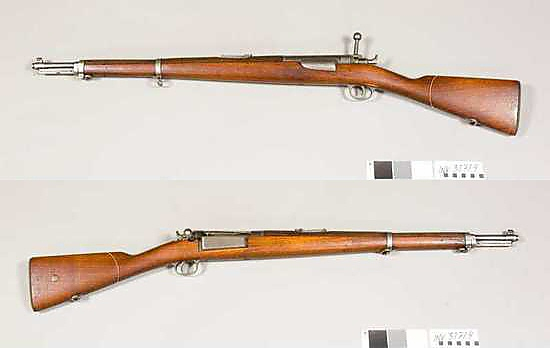
كاربين دنماركي M.1889

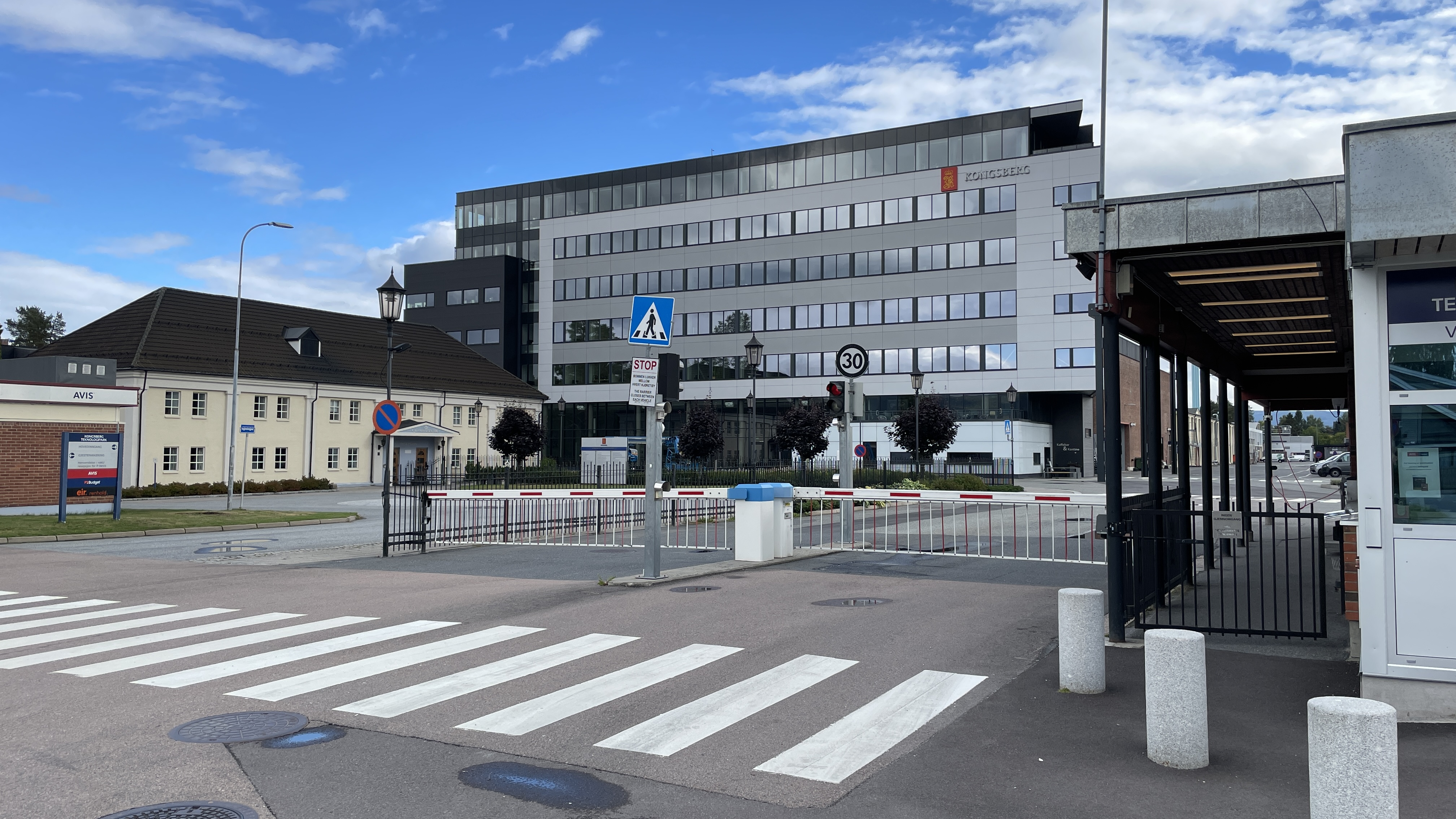
مدخل كونغسبيرج جروب ومبنى المؤتمرات

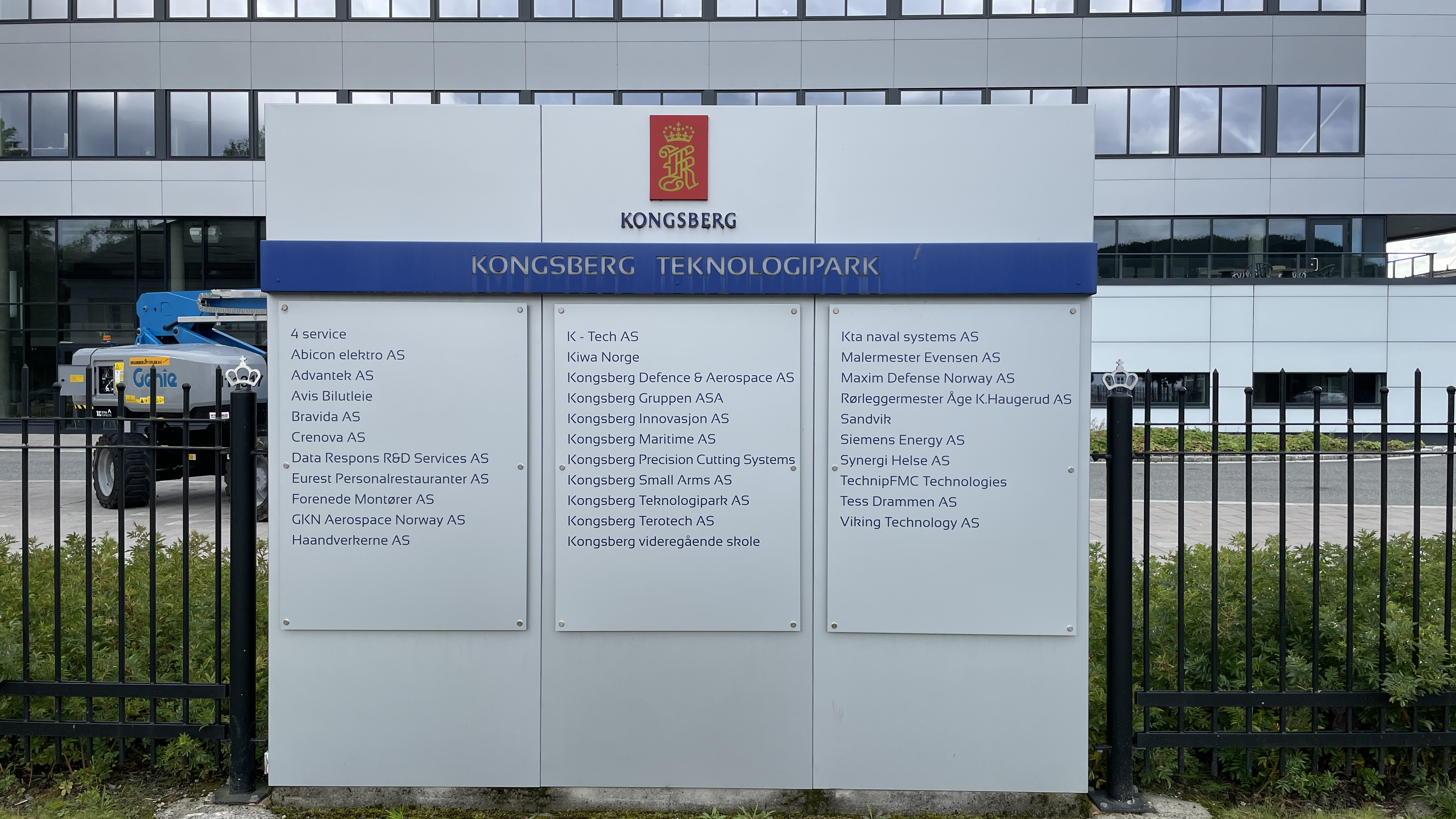
نظرة عامة على أعضاء كونغسبيرج جروب تكنولوجيبارك

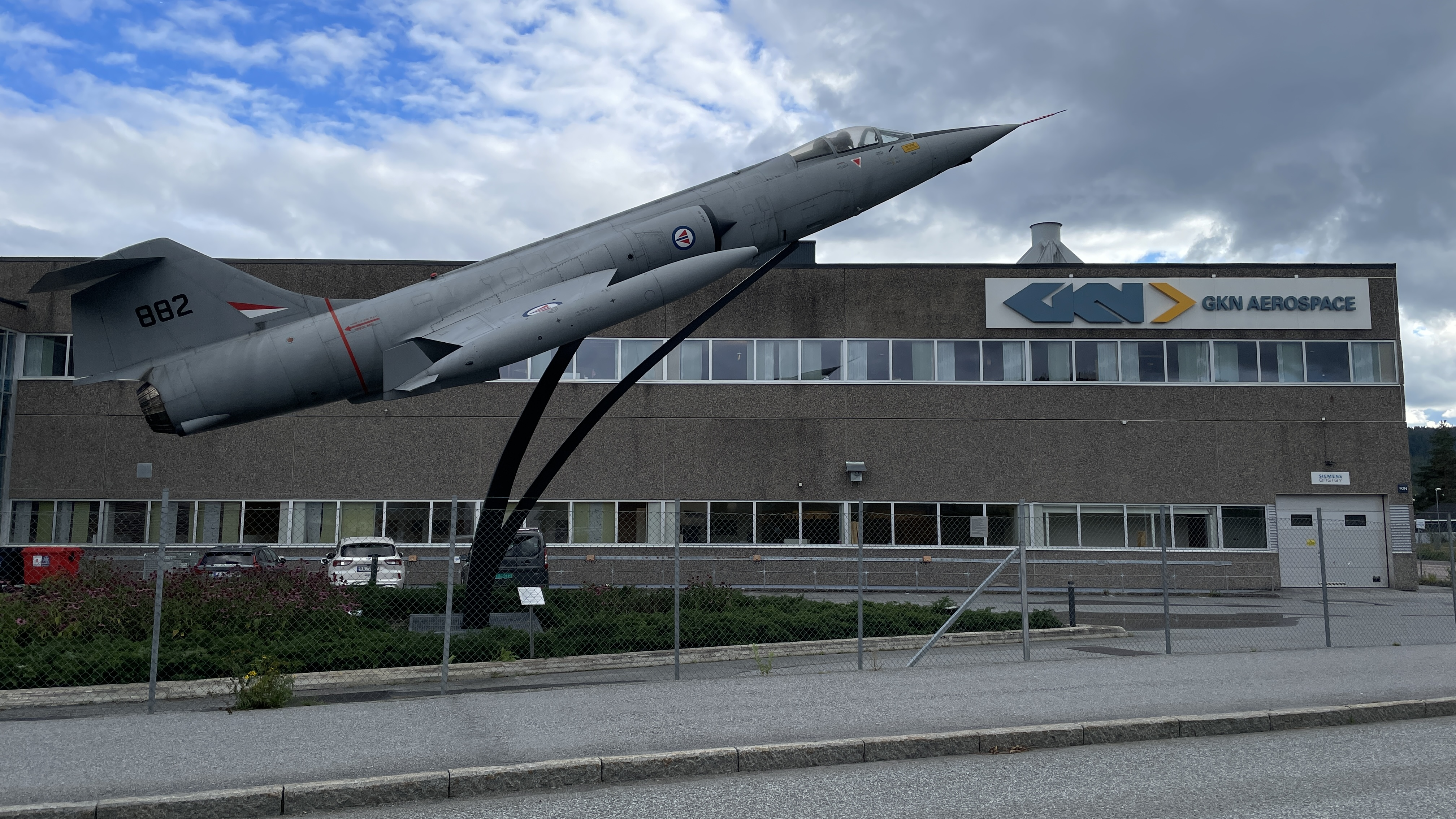
نموذج الطائرة المقاتلة كونغسبيرج جروب تكنولوجيبارك

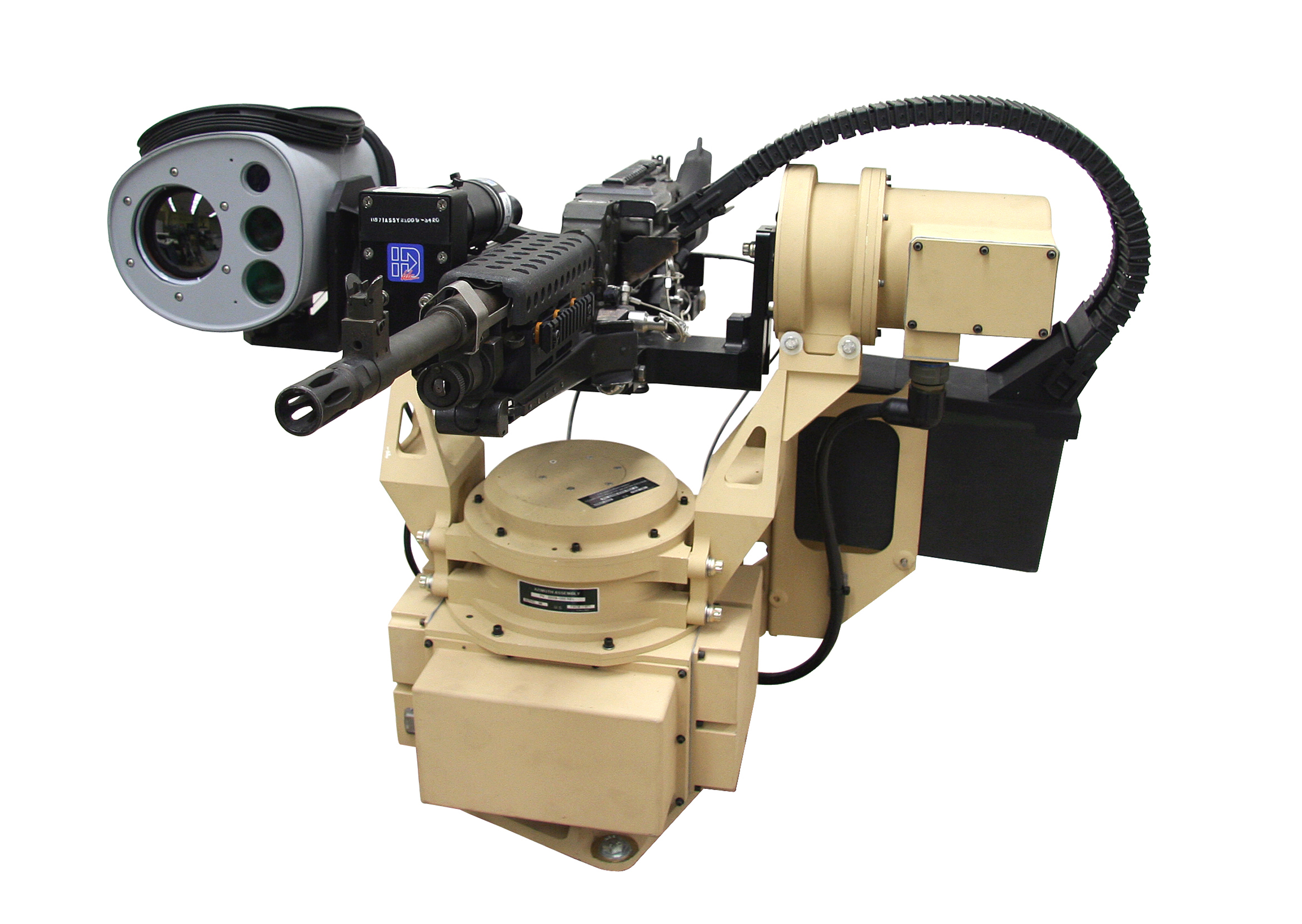
مدفع رشاش أم240 مثبت في نظام الأسلحة الذي يتم تشغيله عن بعد.

## أنظر أيضاً
- كونغسبيرج ميزوتيك
- كونغسبيرج كولت
- قائمة أقدم الشركات
- طقم تاسك لدبابة إم1 أبرامز (دبابة إم1 أبرامز مزودة ببرج أم جي للتحكم عن بعد من كونغسبيرج جروب )